# 彭纳
彭纳（Jean-Louis Bonnard，1824年3月1日—1852年5月1日） 法国天主教传教士，在越南传教，越南殉道圣人之一，于1988年封圣。

## 生平

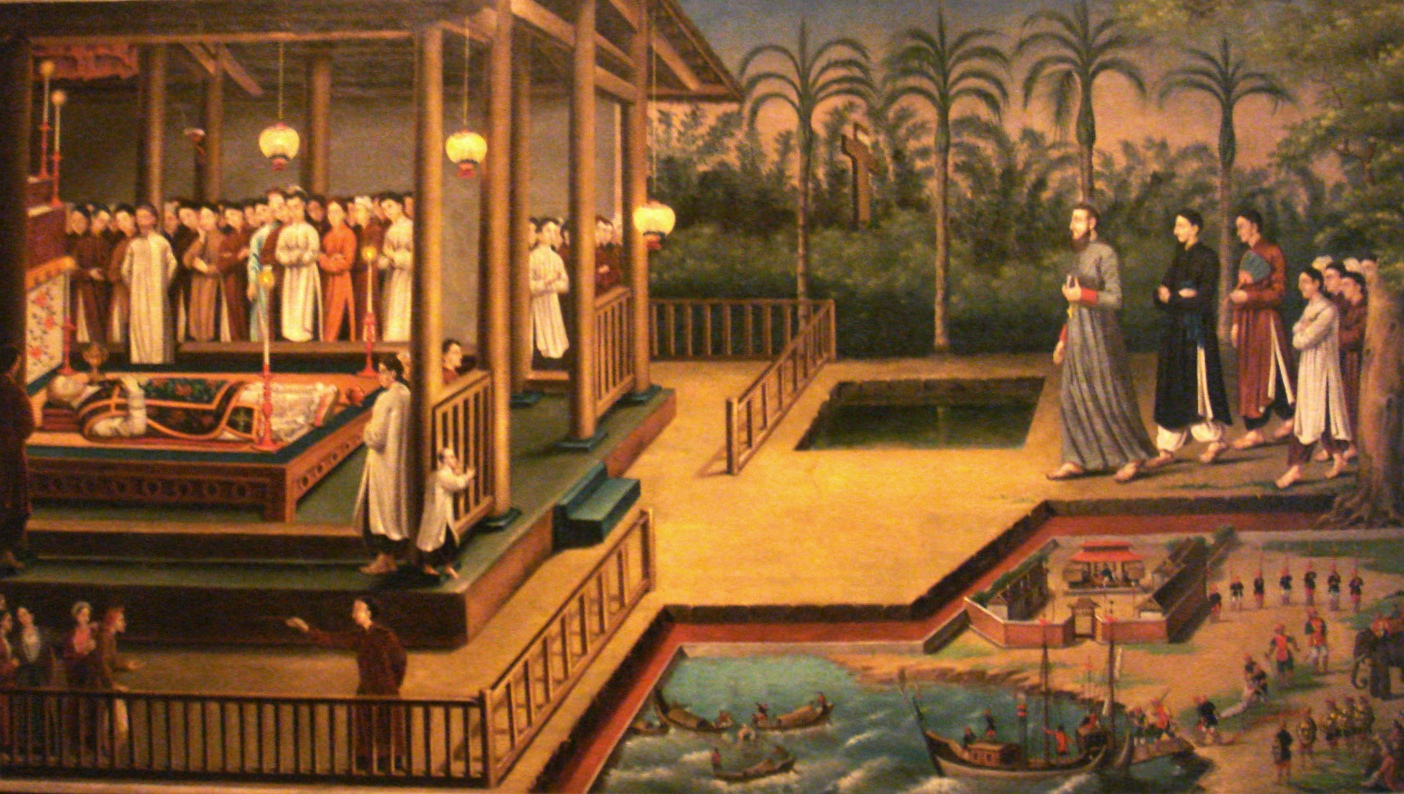
彭纳之死。右下角显示他的尸体被抛入水中，教友将其收回。在右上角，雷托德主教出席了仪式。

1824年3月1日，彭纳出生于法国卢瓦尔省圣艾蒂安区的雅雷地区圣克里斯托。在圣若达尔完成学业后，他进入里昂的神学院。他在22岁那年前往巴黎外方传教会完成神学研究。 
他从南特起航，前往越南北部的西东京代牧区，1850年5月抵达。1851年，他受命负责那里的两个堂区。当时，越南禁止传教。
1852年3月21日，他被捕并入狱，判处死刑，在嗣德帝批准后，立即执行（1852年5月1日）。他的遗体被扔进河里，但被教友收回并送往巴黎外方传教会。